# Jo Stafford
Jo Elizabeth Stafford, född 12 november 1917 i Coalinga i Kalifornien, död 16 juli 2008 i Century City i Los Angeles, Kalifornien, var en amerikansk jazz- och popsångerska och tidvis skådespelerska.

## Karriär
Från omkring 1930-talets mitt blev Stafford medlem i sina två äldre systrars, Christine och Pauline, sånggrupp The Stafford Sisters. Åren 1938-1944 var hon sedan huvudsångerska i sånggruppen The Pied Pipers, som bestod av åtta medlemmar sammanslagna från tre tidigare grupper, däribland The Stafford Sisters. Gruppen samarbetade bland annat med Tommy Dorsey och Frank Sinatra.
Jo Stafford gifte sig 1952 med pianisten och kompositören Paul Weston och de fick två barn.
Stafford och maken belönades med en Grammy i kategorin Best Comedy Album för Jonathan and Darlene Edwards in Paris 1961.
År 1996 avled Weston och Stafford dog 2008, vid en ålder av 90 år. Hon begravdes hos sin make på Holy Cross Cemetery i Culver City i Kalifornien.

## Diskografi

### Studioalbum
- Kiss Me, Kate (1949)
- Jo Stafford with Gordon MacRae (1949)
- Autumn in New York (1950)
- Songs for Sunday Evening (1950)
- American Folk Songs (1950)
- Songs of Faith (1950)
- As You Desire Me (1952)
- Starring Jo Stafford (1953)
- Broadway's Best (1953)
- A Portrait of New Orleans (1954)
- Garden of Prayer (1954)
- My Heart's in the Highlands (1954)
- Soft and Sentimental (1955)
- Songs of Scotland (1955)
- Memory Songs (1955)
- Happy Holiday (1955)
- Ski Trails (1956)
- A Gal Named Jo (1956)
- Once Over Lightly (1957)
- Swingin' Down Broadway (1958)
- Jo's Greatest Hits (1958)
- I'll Be Seeing You (1959)
- Ballad of the Blues (1959)
- Jonathan and Darlene Edwards in Paris (1960)
- Jo + Jazz (1960)
- Music of My Life (1961)
- Whispering Hope (1962)
- Peace in the Valley (1963)
- Getting Sentimental over Tommy Dorsey (1963)
- The Hits of Jo Stafford (1964)
- Jo Stafford's Sweet Hour of Prayer (1964)
- The Joyful Season (1964)
- This Is Jo Stafford (1966)
- Do I Hear a Waltz? (1966)